# Convención Bautista de Camerún
La Convención Bautista de Camerún (en inglés: Cameroon Baptist Convention) es una asociación cristiana evangélica de iglesias bautistas en Camerún. Ella está afiliada a la Alianza Bautista Mundial. Su sede se encuentra en Bamenda.

## Historia
La convención tiene sus orígenes en una misión británica de la Sociedad Misionera Bautista en Bimbia (Limbe (Camerún)) en 1843, dirigida por el misionero jamaicano Joseph Merrick.  En 1844, pidió a Guillermo I de Bimbia, rey de los Isubu permiso para establecer una iglesia en el continente. A pesar de la resistencia inicial, el rey estuvo de acuerdo y Merrick fundó la “Misión Jubileo” en 1844. Ese mismo año fundó una escuela.  En 1845, el misionero inglés Alfred Saker y su esposa llegaron a Douala. En 1849, Saker fundó la Iglesia Bautista Bethel.  En 1931, la administración de la misión pasó a manos de la Conferencia Bautista Norteamericana. En 1954, se fundó oficialmente la Convención Bautista de Camerún. Según un censo de la asociación, en 2023 dijo que tenía 1,535 iglesias y 228,507 miembros.

## Escuelas
La convención tiene 19 escuelas primarias, 12 escuelas secundarias afiliadas.
También cuenta con 4 institutos de formación profesional.
Tiene un instituto teológico, el Seminario Teológico Bautista de Camerún fundado en 1947 en Ndu.

## Servicios de Salud

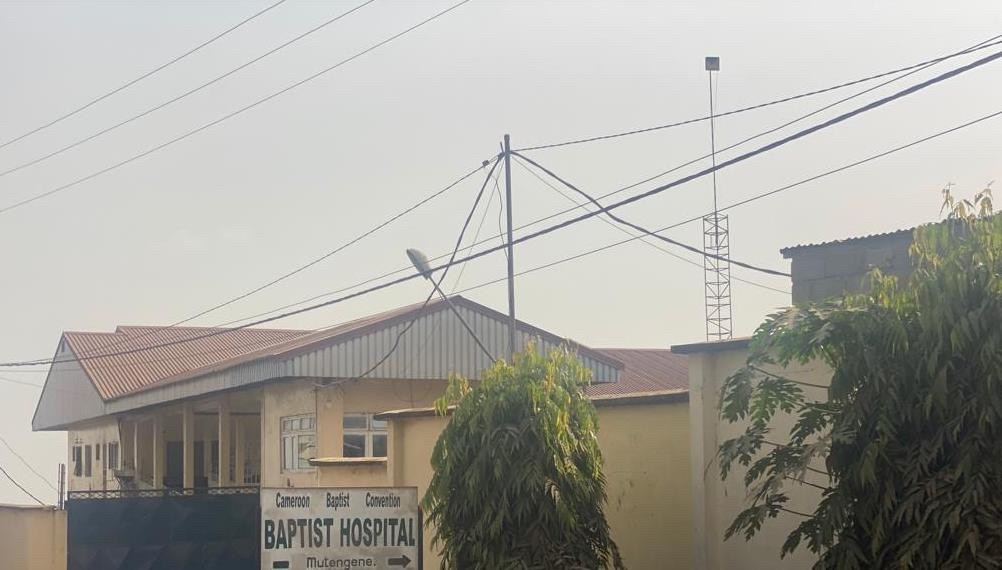
Baptist Hospital Mutengene (Tiko).

La convención cuenta con 8 hospitales y 34 centros de salud, reunidos en los Servicios de Salud de la Convención Bautista de Camerún.